# Grande Prêmio do México
O Grande Prêmio do México foi disputado entre 1962 e 1970 e de 1986 a 1992, fazendo parte do Mundial de Fórmula 1 a partir de 1963. Voltou a fazer parte do calendário da categoria em 2015.
Foi na pista mexicana que Michael Schumacher conquistou o primeiro pódio na sua carreira.

## Grande Prêmio do México

### Vencedores por ano
O fundo rosa indica que a prova não fez parte do Mundial de Fórmula 1.
| Ano     | Piloto                                  | Construtor                              | Local                                   | Resumo                                  |                                         |
| ------- | --------------------------------------- | --------------------------------------- | --------------------------------------- | --------------------------------------- | --------------------------------------- |
| 1962    | Trevor Taylor Jim Clark                 | Team Lotus-Climax                       | Cidade do México                        | Detalhes                                |                                         |
| 1963    | Jim Clark                               | Team Lotus-Climax                       | Cidade do México                        | Detalhes                                |                                         |
| 1964    | Dan Gurney                              | Brabham-Climax                          | Cidade do México                        | Detalhes                                |                                         |
| 1965    | Richie Ginther                          | Honda                                   | Cidade do México                        | Detalhes                                |                                         |
| 1966    | John Surtees                            | Cooper-Maserati                         | Cidade do México                        | Detalhes                                |                                         |
| 1967    | Jim Clark                               | Team Lotus-Ford                         | Cidade do México                        | Detalhes                                |                                         |
| 1968    | Graham Hill                             | Team Lotus-Ford                         | Cidade do México                        | Detalhes                                |                                         |
| 1969    | Denny Hulme                             | McLaren-Ford                            | Cidade do México                        | Detalhes                                |                                         |
| 1970    | Jacky Ickx                              | Ferrari                                 | Cidade do México                        | Detalhes                                |                                         |
| -       | Fora do calendário entre 1971 e 1985    | Fora do calendário entre 1971 e 1985    | Fora do calendário entre 1971 e 1985    | Fora do calendário entre 1971 e 1985    | Fora do calendário entre 1971 e 1985    |
| 1986    | Gerhard Berger                          | Benetton-BMW                            | Cidade do México                        | Detalhes                                |                                         |
| 1987    | Nigel Mansell                           | Williams-Honda                          | Cidade do México                        | Detalhes                                |                                         |
| 1988    | Alain Prost                             | McLaren-Honda                           | Cidade do México                        | Detalhes                                |                                         |
| 1989    | Ayrton Senna                            | McLaren-Honda                           | Cidade do México                        | Detalhes                                |                                         |
| 1990    | Alain Prost                             | Ferrari                                 | Cidade do México                        | Detalhes                                |                                         |
| 1991    | Riccardo Patrese                        | Williams-Renault                        | Cidade do México                        | Detalhes                                |                                         |
| 1992    | Nigel Mansell                           | Williams-Renault                        | Cidade do México                        | Detalhes                                |                                         |
| -       | Fora do calendário entre 1993 e 2014    | Fora do calendário entre 1993 e 2014    | Fora do calendário entre 1993 e 2014    | Fora do calendário entre 1993 e 2014    | Fora do calendário entre 1993 e 2014    |
| 2015    | Nico Rosberg                            | Mercedes                                | Cidade do México                        | Detalhes                                |                                         |
| 2016    | Lewis Hamilton                          | Mercedes                                | Cidade do México                        | Detalhes                                |                                         |
| 2017    | Max Verstappen                          | Red Bull Racing-TAG Heuer               | Cidade do México                        | Detalhes                                |                                         |
| 2018    | Max Verstappen                          | Red Bull Racing-TAG Heuer               | Cidade do México                        | Detalhes                                |                                         |
| 2019    | Lewis Hamilton                          | Mercedes                                | Cidade do México                        | Detalhes                                |                                         |
| 2020    | Cancelado devido à Pandemia de COVID-19 | Cancelado devido à Pandemia de COVID-19 | Cancelado devido à Pandemia de COVID-19 | Cancelado devido à Pandemia de COVID-19 | Cancelado devido à Pandemia de COVID-19 |
| 2021    | Max Verstappen                          | Red Bull Racing-Honda                   | Cidade do México                        | Detalhes                                |                                         |
| 2022    | Max Verstappen                          | Red Bull Racing-RBPT                    | Cidade do México                        | Detalhes                                |                                         |
| 2023    | Max Verstappen                          | Red Bull Racing-Honda RBPT              | Cidade do México                        | Detalhes                                |                                         |
| 2024    | Carlos Sainz Jr.                        | Ferrari                                 | Cidade do México                        | Detalhes                                |                                         |
| Fontes: |                                         |                                         |                                         |                                         |                                         |

### Vitórias por piloto
| Total   | Piloto           | Vitórias                     |
| ------- | ---------------- | ---------------------------- |
| 5       | Max Verstappen   | 2017, 2018, 2021, 2022, 2023 |
| 3       | Jim Clark        | 1962, 1963, 1967             |
| 2       | Alain Prost      | 1988, 1990                   |
| 2       | Nigel Mansell    | 1987, 1992                   |
| 2       | Lewis Hamilton   | 2016, 2019                   |
| 1       | Trevor Taylor    | 1962                         |
| 1       | Dan Gurney       | 1964                         |
| 1       | Richie Ginther   | 1965                         |
| 1       | John Surtees     | 1966                         |
| 1       | Graham Hill      | 1968                         |
| 1       | Denny Hulme      | 1969                         |
| 1       | Jacky Ickx       | 1970                         |
| 1       | Gerhard Berger   | 1986                         |
| 1       | Ayrton Senna     | 1989                         |
| 1       | Riccardo Patrese | 1991                         |
| 1       | Nico Rosberg     | 2015                         |
| 1       | Carlos Sainz Jr. | 2024                         |
| Fontes: |                  |                              |

### Vitórias por equipe
| Total   | Equipe          | Vitórias                     |
| ------- | --------------- | ---------------------------- |
| 5       | Red Bull Racing | 2017, 2018, 2021, 2022, 2023 |
| 4       | Team Lotus      | 1962, 1963, 1967, 1968       |
| 3       | McLaren         | 1969, 1988, 1989             |
| 3       | Williams        | 1987, 1991, 1992             |
| 3       | Mercedes        | 2015, 2016, 2019             |
| 3       | Ferrari         | 1970, 1990. 2024             |
| 1       | Brabham         | 1964                         |
| 1       | Honda           | 1965                         |
| 1       | Cooper          | 1966                         |
| 1       | Benetton        | 1986                         |
| Fontes: |                 |                              |

### Vitórias por país
| Total   | País          | Vitórias                                             |
| ------- | ------------- | ---------------------------------------------------- |
| 9       | Reino Unido   | 1962, 1963, 1966, 1967, 1968, 1987, 1992, 2016, 2019 |
| 5       | Países Baixos | 2017, 2018, 2021, 2022, 2023                         |
| 2       | Áustria       | 1964, 1965                                           |
| 2       | França        | 1988, 1990                                           |
| 1       | Nova Zelândia | 1969                                                 |
| 1       | Bélgica       | 1970                                                 |
| 1       | Áustria       | 1986                                                 |
| 1       | Brasil        | 1989                                                 |
| 1       | Itália        | 1991                                                 |
| 1       | Alemanha      | 2015                                                 |
| 1       | Espanha       | 2024                                                 |
| Fontes: |               |                                                      |

### Recordes de pista
|                       |                  |                           |          |          |      |
| Hermanos Rodríguez    | País/Piloto      | Construtor                | Tempo    | Extensão | Ano  |
| Pole position         | Daniel Ricciardo | Red Bull Racing-TAG Heuer | 1:14.759 | 4.304 km | 2018 |
| Melhor volta na prova | Valtteri Bottas  | Mercedes                  | 1:17.774 | 4.304 km | 2021 |
| Fontes:               |                  |                           |          |          |      |